# Program Ujedinjenih naroda za razvoj
Program Ujedinjenih naroda za razvoj (skraćeno UNDP od engl. United Nations Development Programme) predstavlja najveći multilateralni izvor razvojne pomoći u svijetu. Sjedište programa je u New Yorku i to je najveća agencija unutar Ujedinjenih naroda. Ova organizacija koja se financira putem donacija osigurava obuku, stručne konzultacije i ograničenu pomoć u opremi za zemlje u razvoju, s velikim naglaskom na pomoć najnerazvijenijim zemljama.

## Povijest
UNDP je formirana tijekom 1965. godine spajanjem Proširenog programa za tehničku podršku i Specijalnog fonda Ujedinjenih nacija. Osnivanje UNDP-a je promatrano kao proširivanje aktivnosti UN-a daleko izvan početnih projekata za očuvanje mira i sigurnosti. 

## Proračun
U 2005. godini ukupni proračun UNDP-a bio je 4,44 milijarde američkih dolara. 

### Donatori
U prosincu 2006. Španjolska je postala najveći pojedinačni donator, s oko 700 milijuna dolara. Prije toga Velika Britanija je bila najveći donator. Slijede SAD, Japan, Nizozemska, Norveška, Švedska, Kanada te Njemačka.

## Funkcije
Program ima regionalne urede u 166 država. Usko surađuje s vladama i lokalnim organizacijama u pronalaženju rješenja za globalne i nacionalne ekonomske i druge razvojne izazove. 
UNDP povezuje i koordinira globalne i nacionalne napore za postizanje ciljeva i nacionalnih razvojnih prioriteta pojedinih zemalja. Najveći napori odnose se na pomaganje zemljama u razvoju u rješavanju problema kao što su:
- demokratska vladavina
- smanjenje siromaštva
- sprečavanje kriza i oporavak
- energetika i životna sredina
- HIV/SIDA

### Izvešće o društvenom razvoju
Od 1990. godine, UNDP izdaje godišnje Izvješće o društvenom razvoju, zasnovan na Ljudskom razvojnom indeksu.

## Koordinativna uloga
UNDP igra značajnu koordinativnu ulogu aktivnosti UN-a na polju razvoja. Nju uglavnom provodi preko svog rukovodstva u Grupi Ujedinjenih naroda za razvoj i preko stalnog koordinativnog sustava. 

### Grupa UN za razvoj
Grupa Ujedinjenih naroda za razvoj (UNDG) je formirana od strane Glavnog tajnika UN-a tijekom 1997. godine, kako bi se poboljšala efikasnost programa za razvoj UN-a na nivou zemalja. UNDG povezuje sve agencije koje se bave ekonomskim razvojem. Grupom predsjeda administrator UNDP-a. UNDP također čini tajništvo Grupe.
UNDG razvija pravila i postupke koje omogućavaju agencijama članicama da rade zajedno i analiziraju probleme zemlje, planiraju strategije za podršku, primjenjuju programe podrške, prate rezultate i bore za promijene. Ove inicijative povećavaju značaj UN-a u pomaganju zemljama da postignu Milenijske razvojne ciljeve, uključujući i smanjenje siromaštva.
Preko 25 agencija UN-a su članice UNDG. Izvršni odbor sastoji se od četiri „osnivačke agencije“: UNICEF, UNFPA, SPH i UNDP.

### Stalni koordinativni sustav
Stalni koordinativni sustav koordinira sve organizacije UN-a koje se bave aktivnostima za ekonomski razvoj na terenu. Ovaj sustav nastoji povezati različite agencije UN-a kako bi se poboljšala efektivnost i efikasnost operativnih aktivnosti na nivou zemlje. Stalni koordinatori, koje financira, imenuje i upravlja UNDP, predvode UN timove u preko 130 zemalja i predstavljaju označene predstavnike Glavnog tajništva za razvojne operacije.

## Administrator
UNDP administrator ima status Glavnog podtajnika. Administrator se često smatra trećim po važnosti dužnosnikom UN-a (poslije Glavnog tajnika UN-a i njegovog zamjenika).
Pored odgovornosti kao šef UNDP-a, administrator je također i predsjedatelj UNGD-a. 
Sadašnji administrator je Kemal Derviş (Turska).

## Vanjske poveznice
- Službene stranice UNDP-a
- Službene stranice UNDP-a u Hrvatskoj  Arhivirana inačica izvorne stranice od 12. srpnja 2007. (Wayback Machine)